# Manfred Geisler (Sportschütze)
Manfred Geisler (* 31. Juli 1949 in Barkow) ist ein ehemaliger deutscher Sportschütze im Wurfscheibenschießen in der Disziplin Trap.

## Leben und Karriere
Geisler war Teilnehmer der Olympischen Spiele 1972 in München und nahm am Trap-Wettkampf teil, er belegte Platz 18 mit 187 von 200 geworfenen Wurfscheiben.
Bereits als 16-Jähriger nahm er 1965 an den DDR-Meisterschaften teil und wurde vier Jahre in Folge DDR-Meister, sowie einmal DDR-Vizemeister in seiner Juniorenzeit, wo er auch 1967 in Brünn bei den Europameisterschaften Dritter wurde und 1969 in Paris Junioren-Europameister. 1969 und 1970 wurde er zweimal Doppel-DDR-Vizemeister (Einzel- und Mannschaftswettkampf).
Manfred Geisler hat das Schießen nicht verlernt, denn 2016 belegte er in der Seniorenklasse den zweiten Platz bei der Landesmeisterschaft des Jagdverbandes Mecklenburg-Vorpommern.